# Employment
Employment is het debuutalbum van de Engelse rockband Kaiser Chiefs. Het album bevat de in Nederland bekende single "I Predict a Riot".
Employment is uitgebracht op 7 maart 2005. Zij gebruikten daarvoor het label B-Unique. In het Verenigd Koninkrijk haalde het album in de eerste week meteen de 3e plek in de hitlijsten.

## Nummers
Alle muziek en teksten zijn geschreven door Ricky Wilson, Andrew White, Simon Rix, Nick Baines en Nick Hodgson. 
| 1.                 | Everyday I Love You Less and Less | 3:37 |
| 2.                 | I Predict a Riot                  | 3:53 |
| 3.                 | Modern Way                        | 4:03 |
| 4.                 | Na Na Na Na Naa                   | 3:01 |
| 5.                 | You Can Have It All               | 4:35 |
| 6.                 | Oh My God                         | 3:35 |
| 7.                 | Born to Be a Dance                | 3:30 |
| 8.                 | Saturday Night                    | 3:27 |
| 9.                 | What Did I Ever Give You?         | 4:09 |
| 10.                | Time Honoured Tradition           | 2:45 |
| 11.                | Caroline, Yes                     | 4:13 |
| 12.                | Team Mate (Niet op alle uitgaves) | 3:24 |
| Totale duur: 44:12 |                                   |      |

## Bezetting
- Ricky Wilson - leadzang, percussie
- Nick Hodgson - drums, achtergrondzang
- Andrew White - gitaar
- Simon Rix - basgitaar
- Nick Baines - keyboard

## Album Top100
| "Employment" in de Nederlandse Album Top 100 - binnen: 30-04-2005 | "Employment" in de Nederlandse Album Top 100 - binnen: 30-04-2005 | "Employment" in de Nederlandse Album Top 100 - binnen: 30-04-2005 | "Employment" in de Nederlandse Album Top 100 - binnen: 30-04-2005 | "Employment" in de Nederlandse Album Top 100 - binnen: 30-04-2005 | "Employment" in de Nederlandse Album Top 100 - binnen: 30-04-2005 | "Employment" in de Nederlandse Album Top 100 - binnen: 30-04-2005 | "Employment" in de Nederlandse Album Top 100 - binnen: 30-04-2005 | "Employment" in de Nederlandse Album Top 100 - binnen: 30-04-2005 | "Employment" in de Nederlandse Album Top 100 - binnen: 30-04-2005 | "Employment" in de Nederlandse Album Top 100 - binnen: 30-04-2005 | "Employment" in de Nederlandse Album Top 100 - binnen: 30-04-2005 | "Employment" in de Nederlandse Album Top 100 - binnen: 30-04-2005 | "Employment" in de Nederlandse Album Top 100 - binnen: 30-04-2005 | "Employment" in de Nederlandse Album Top 100 - binnen: 30-04-2005 | "Employment" in de Nederlandse Album Top 100 - binnen: 30-04-2005 | "Employment" in de Nederlandse Album Top 100 - binnen: 30-04-2005 | "Employment" in de Nederlandse Album Top 100 - binnen: 30-04-2005 | "Employment" in de Nederlandse Album Top 100 - binnen: 30-04-2005 | "Employment" in de Nederlandse Album Top 100 - binnen: 30-04-2005 | "Employment" in de Nederlandse Album Top 100 - binnen: 30-04-2005 | "Employment" in de Nederlandse Album Top 100 - binnen: 30-04-2005 | "Employment" in de Nederlandse Album Top 100 - binnen: 30-04-2005 | "Employment" in de Nederlandse Album Top 100 - binnen: 30-04-2005 |
| Week                                                              | 1                                                                 | 2                                                                 | 3                                                                 | 4                                                                 | 5                                                                 | 6                                                                 | 7                                                                 | 8                                                                 | 9                                                                 | 10                                                                | 11                                                                | 12                                                                | 13                                                                | 14                                                                | 15                                                                | 16                                                                | 17                                                                | 18                                                                | 19                                                                | 20                                                                | 21                                                                | 22                                                                | 23                                                                |
| ----------------------------------------------------------------- | ----------------------------------------------------------------- | ----------------------------------------------------------------- | ----------------------------------------------------------------- | ----------------------------------------------------------------- | ----------------------------------------------------------------- | ----------------------------------------------------------------- | ----------------------------------------------------------------- | ----------------------------------------------------------------- | ----------------------------------------------------------------- | ----------------------------------------------------------------- | ----------------------------------------------------------------- | ----------------------------------------------------------------- | ----------------------------------------------------------------- | ----------------------------------------------------------------- | ----------------------------------------------------------------- | ----------------------------------------------------------------- | ----------------------------------------------------------------- | ----------------------------------------------------------------- | ----------------------------------------------------------------- | ----------------------------------------------------------------- | ----------------------------------------------------------------- | ----------------------------------------------------------------- | ----------------------------------------------------------------- |
| Nummer                                                            | 82                                                                | 87                                                                | 34                                                                | 34                                                                | 33                                                                | 42                                                                | 72                                                                | 62                                                                | 79                                                                | 93                                                                | 95                                                                | 92                                                                | 79                                                                | 63                                                                | 45                                                                | 34                                                                | 33                                                                | 12                                                                | 26                                                                | 30                                                                | 39                                                                | 51                                                                | 71                                                                |
| Week                                                              | 24                                                                | 25                                                                | 26                                                                | 27                                                                | 28                                                                | 29                                                                | 30                                                                | 31                                                                | 32                                                                | 33                                                                | 34                                                                | 35                                                                | 36                                                                | 37                                                                | 38                                                                | 39                                                                | 40                                                                | 41                                                                | 42                                                                | 43                                                                | 44                                                                | 45                                                                |                                                                   |
| Nummer                                                            | 94                                                                | 97                                                                | 82                                                                | 71                                                                | 98                                                                | 91                                                                | 83                                                                | 94                                                                | 90                                                                | 60                                                                | 53                                                                | 41                                                                | 50                                                                | 52                                                                | 47                                                                | 54                                                                | 67                                                                | 69                                                                | 83                                                                | 78                                                                | 51                                                                | 20                                                                |                                                                   |